# میشل پرن
میشل پرن (فرانسوی: Michel Périn‎؛ زادهٔ ۲۰ مهٔ ۱۹۴۷) دوچرخه‌سوار اهل فرانسه است.
از باشگاه‌هایی که در آن رکاب زده‌است می‌توان به تیم دوچرخه‌سواری مرسیه اشاره کرد.